# Plunket Shield 2006/07
Der Plunket Shield 2006/07, aus Gründen des Sponsorings auch State Championship 2006/07 genannt, war die 78. Saison des nationalen First-Class-Cricket-Wettbewerbes in Neuseeland und wurde vom 15. November 2006 bis zum 26. März 2007 ausgetragen. Gewinner waren die Northern Districts Knights.

## Format
Die Mannschaften spielten in einer Division gegen jede andere jeweils zwei Spiele. Wenn eine Mannschaft gewinnt und auch nach dem ersten Innings führte, bekommt sie 8 Punkte. Sollte sie nach dem ersten innings zurückgelegen haben 6 Punkte. Wenn eine Mannschaft nach dem ersten Innings geführt hat und das Spiel in einem Draw endet oder das Spiel verloren wird, werden 2 Punkte gutgeschrieben. Wird das Spiel abgesagt werden 3 Punkte vergeben, wird das Spiel begonnen und es gibt keine Entscheidung nach dem 1. Innings bekommen beide Mannschaften 1 Punkt. Des Weiteren ist es möglich, dass Mannschaften Punkte abgezogen bekommen, wenn sie beispielsweise zu langsam spielen oder der Platz nicht ordnungsgemäß hergerichtet ist. Am Ende der Saison tragen der Erst- und Zweitplatzierte ein Finale aus, dessen Sieger der Gewinner des Plunket Shields ist.

## Resultate

### Gruppenphase
Tabelle
Die Tabelle der Saison nahm am Ende die nachfolgende Gestalt an.
| Teams              | Sp. | S | N | U | R | WLF | LWF | DWF | DTF | DLF | ND | A | Punkte | NRW     |
| ------------------ | --- | - | - | - | - | --- | --- | --- | --- | --- | -- | - | ------ | ------- |
| Northern Districts | 8   | 2 | 2 | 0 | 0 | 2   | 0   | 2   | 0   | 0   | 0  | 0 | 32     | +1.808  |
| Canterbury         | 8   | 3 | 1 | 0 | 0 | 0   | 0   | 2   | 0   | 2   | 0  | 0 | 28     | +3.185  |
| Wellington         | 8   | 2 | 1 | 0 | 0 | 1   | 0   | 2   | 0   | 2   | 0  | 0 | 26     | +7.564  |
| Auckland           | 8   | 2 | 2 | 0 | 0 | 0   | 1   | 2   | 0   | 1   | 0  | 0 | 22     | +0.003  |
| Central Districts  | 8   | 1 | 3 | 0 | 0 | 0   | 1   | 0   | 0   | 3   | 0  | 0 | 10     | −10.550 |
| Otago              | 8   | 0 | 1 | 0 | 0 | 0   | 1   | 3   | 0   | 3   | 0  | 0 | 8      | −1.094  |

### Finale
| 22. – 26. März Scorecard | Hamilton | Canterbury 443-8d (133) & 249-6d (73) | – | Northern Districts 319 (122.3) & 258-2 (87) |
|                          |          | Remis                                 |   |                                             |